# Chevelle
Chevelle (تلفظ به‌صورت شِه‌وِلِه یا شِه‌وِل) یک گروه موزیک آلترناتیو متال-هارد راک از روستای Grayslake در شهرستان لیک، ایلینوی در آمریکا است که توسط سه برادر به نام‌های پیت لوئفلر (گیتاریست و خواننده اصلی)، سم لوئفلر (درامز و پرکاشن)، و جو لوئفلر (بیسیست) ایجاد شد که جو لوئفلر در سال ۲۰۰۵ گروه را ترک کرد و Dean Bernardini جایگزین آن شد.
چهار آلبوم گروه در دهه ۲۰۰۰ به نام‌های Wonder What's Next (2002)، This Type of Thinking (Could Do Us In) (2004)، Vena Sera (2007) و آلبوم Sci-Fi Crimes (2009) جزو آلبوم‌های شناخته‌شده و محبوب بین طرفداران این گروه است و برای شروع گوش کردن به موزیک این گروه توصیه می‌شوند.

## استایل موزیک
استایل موزیک و صدای خواننده این گروه، توسط بعضی از منتقدین موسیقی "یونیک" و "فراموش نشدنی" توصیف شده است.
صدای گیتارهای PRS جزو مشخصه‌های اصلی موزیک این گروه است.